# Distretto di Thong Pha Phum
Il distretto di Thong Pha Phum (in thailandese: ทองผาภูมิ) è un distretto (amphoe) della Thailandia, situato nella provincia di Kanchanaburi.